# Protodictya bidentata
Protodictya bidentata är en tvåvingeart som beskrevs av Luciane Marinoni och Knutson 1992. Protodictya bidentata ingår i släktet Protodictya och familjen kärrflugor. Inga underarter finns listade i Catalogue of Life.